# Toshiki Masuda
Toshiki Masuda (増田 俊樹?, Masuda Toshiki; 8 marzo 1990) è un attore, doppiatore e cantante giapponese affiliato allo Space Craft Group.

## Filmografia

### Anime
- Yu-Gi-Oh! Zexal - Shark/Reginald Kastle (2011)
- Le bizzarre avventure di JoJo - soldato (2012)
- Yu-Gi-Oh! Zexal II - Shark/Reginald Kastle (2012)
- Ore no Kanojo to Osananajimi ga Shuraba Sugiru - Shintani (2013)
- Pretty Rhythm: Rainbow Live - Kazuki Nishina (2013)
- Namiuchigiwa no Muromi-san - Masuda-kun (2013)
- Kimi no Iru Machi - Takashi Yura (2013)
- Samurai Flamenco - Masayoshi Hazama/Samurai Flamenco (2013)
- Noragami - Studente A (2014)
- Magical Warfare - Tendo Ushiwaka (2014)
- Haikyū!! - Chikara Ennoshita (2014)
- Ace of Diamond - Gou Wakabayashi (2015)
- Binan Koukou Chikyuu Bouei-bu Love! - Ryuu Zaou/Battle Lover Vesta (2015)
- Haikyū!! 2 - Chikara Ennoshita (2015)
- Kuroko no Basketball Stagione 3 - Koutarou Hayama (2015)
- One-Punch Man - Charanko (2015)
- Yamada-kun e le sette streghe - Toranosuke Miyamura (2015)
- B-Project: Kodou*Ambitious - Mikado Sekimura (2016)
- Hai to gensō no Grimgar - Ogu (ep 11) (2016)
- Endride - Emilio (2016)
- Kabaneri of the Iron Fortress - Kurusu (2016)
- My Hero Academia - Red Riot/Eijiro Kirishima (2016)
- Binan Koukou Chikyuu Bouei-bu Love! Love! - Ryuu Zaou/Battle Lover Vesta (2016)
- Fudanshi Kōkō Seikatsu - Akira Ueda (2016)
- Handa-kun - Tsukasa Komichi (2016)
- Tsukiuta. The Animation - Koi Kisaragi (2016)
- Touken Ranbu: Hanamaru - Kashuu Kiyomitsu (2016)
- Haikyū!! 3 - Chikara Ennoshita (2016)
- Marginal#4: Kiss kara Tsukuru Big Bang - Atom Kirihara (2017)
- Inazuma Eleven Ares no Tenbin - Kira Hiroto (2017)
- My Hero Academia 2 - Red Riot/Eijiro Kirishima (2017)
- Hitorijime My Hero - Masahiro Setagawa (2017)
- My Hero Academia 3 - Red Riot/Eijiro Kirishima (2018)
- Inazuma Eleven Orion no Kokuin - Kira Hiroto (2018)
- The Price of Smiles - Huey Malthus (2019)
- Ensemble Stars! The Animation - Rei Sakuma (2019)
- My Hero Academia 4 - Red Riot/Eijiro Kirishima (2019)
- Given - Hiiragi Kashima (2019)
- L'attacco dei giganti - Porko Galliard
- My Next Life as a Villainess: All Routes Lead to Doom! - Sirius Dieke (2020)[1]
- Megaton Musashi - Yamato Ichidaiji (2021)
- Übel Blatt - Wied (2025)[2]

### TBA
- IDOLiSH7 - Iori Izumi

### Original video animation (OAV)
- Yamada-kun e le sette streghe (2015) - Toranosuke Miyamura

- Binan Koukou Chikyuu Bouei-bu Love! Love! Love! (2017) - Ryuu Zaou/Battle Lover Vesta

### Film d'animazione
- KING OF PRISM by PrettyRhythm (2016) - Kazuki Nishina

### Videogiochi
- MARGINAL#4 – Kirihara Atom
- Beyond The Future -Fix the Time Arrows – Nate
- Genei Ibun Roku X FE – Cain
- Touken Ranbu (2015) – Kashuu Kiyomitsu
- IDOLiSH7 (2015) – Iori Izumi
- Ensemble Stars (2015) – Sakuma Rei
- Ikemen Sengoku: Toki wo Kakeru Koi - Tokugawa Ieyasu
- "I-chu" — Leon
- Rune Factory 4 — Doug
- Granblue Fantasy — Stan
- Fate/hollow ataraxia — Minori Mitsuzuri
- Tokyo Mirage Sessions ♯FE — Cain
- Shin Megami Tensei IV: Apocalypse — Hallelujah
- Summon Night 6: Lost Borders — Isuto
- My Hero Academia: Battle for All — Red Riot/Eijiro Kirishima
- Yu-Gi-Oh! Duel Links — Shark/Reginald Kastle
- Akiba's Beat  — Asahi Tachibana
- Fire Emblem Heroes — Cain, Shannan
- My Hero: One's Justice — Red Riot/Eijiro Kirishima
- Dragalia Lost — Erik, Jakob
- Ryu ga Gotoku Online — Masayoshi Tanimura
- Yakuza 4 Remastered — Masayoshi Tanimura
- Rune Factory 4 Special — Doug
- Pokémon Masters EX — Savino
- My Hero: One's Justice 2 — Red Riot/Eijiro Kirishima
- Cookie Run: Kingdom — Vampire Cookie
- Rune Factory 5 — Doug
- Yu-Gi-Oh! Cross Duel — Shark/Reginald Kastle
- Wuthering Waves — Rover (maschio)

### Character Song CDs
- MARGINAL#4 - Kirihara Atom
- TSUKIUTA - Kisaragi Koi
- Binan Koukou Chikyuu Boueibu Love! character songs and duets cd - Ryuu Zaou
- Binan Koukou Chikyuu Boueibu Love!Love! character songs and duets cd - Ryuu Zaou

## Doppiatori italiani
- Davide Garbolino in Yu-Gi-Oh! Zexal
- Leonardo Graziano in One-Punch Man
- Luigi Morville in  L'attacco dei giganti